# Пряк свободен удар
Пряк свободен удар е ситуация във футбола, която се изпълнява за вкарване на топката в игра след нарушение на правилата на играта, направено от футболист на единия отбор.
Прекият свободен удар се изпълнява от футболист на потърпевшия отбор с удар в произволна посока.Пряк свободен удар се отсъжда за нарушение извън наказателното поле и чрез него директно може да се вкара гол. При изпълнението му противниковите играчи се отдалечават на 9,15 м (10 ярда*) от състезателя, който го изпълнява. Отсъжда се при грубо нарушение на правилата на играта. За разлика от непрекия свободен удар, при тази ситуация е възможно отбелязването на гол, без да е нужно топката да е докосната от друг футболист. Ако фаулът е извършен в близост до вратата на противника, може да бъде изградена т.нар. „стена“ от футболисти на отборa извършил нарушението с цел да се попречи на директния обстрел на вратата. Стената се поставя на разстояние минимум 9,15 m от топката или около 30 английски фута (1 фут = 30.48 см.). Частни случаи на прекия свободен удар са ъгловият удар (корнерът) и дузпата. Също така може да се изпълнява при не даден старт от съдията чрез сигнал.